# 大桃洋祐
大桃 洋祐（おおもも ようすけ、1985年 - ）は、日本の映像作家、絵本作家、アニメーター。千葉県生まれ。東京芸術大学大学院出身。
NHKの音楽番組「みんなのうた」「おかあさんといっしょ」などのアニメーションを多数制作する他、ミュージック・ビデオなどの広告映像も手がける。

## 作品一覧

### みんなのうた
- ◆は、5分間1曲枠の楽曲（ロングのうた）。
- 1.moonfesta〜ムーンフェスタ〜 / Kalafina（2012年6月・7月放送）
- 2.ソプラノレイン / SAWA（2012年12月・2013年1月放送）
- 3.絵はがき / かとうれい子（2013年8月・9月放送）
- 4.リングアベル / LiSA（2016年12月・2017年1月放送）
- 5.私はブランコ / 荒木由美子（2017年12月・2018年1月放送）
- 6.キミの笑顔 / 広末涼子（2020年12月・2021年1月放送）

### その他

#### 絵本
- 『ぼくらのまちにおいでよ』（2020年　小学館　ISBN　978-4-09-725083-8）
- 『ハムおじさん』（2021年　徳間書店　ISBN　978-4-19-865374-3）

#### 画集
- 『ON THE CORNER 大桃洋祐作品集』（2023年　玄光社　ISBN　978-4-7683-1837-9）

#### 装画
- 『おしゃべりな部屋』川村元気、近藤麻理恵 装画・挿絵　（2022年　中央公論新社　ISBN　978-4-12-005510-2）

### ミュージックビデオ
- Homecomings『Continue』MV　（2021年）

### ＣＭ映像
- 花王エマール　（2021年）